# Pálffyho palác
Pálffyho nebo Pálffyovský palác v Praze je původně barokní, klasicistně upravená budova se dvěma dvory a  přilehlou zahradou čp. 158/III v ulici Valdštejnská č.o. 14 na Malé Straně v Praze. Od roku 1918 je ve vlastnictví hlavního města Prahy, využívá ji především Pražská konzervatoř a z malé části další instituce se vztahem k hudbě. Od roku 1964 je prohlášena nemovitou kulturní památkou.

## Historie

### Lokalita
V roce 1995 byl při úpravách v severních částech Pálffyovského paláce v souvislosti s rozsáhlou rekonstrukcí palácových zahrad pod Pražským hradem objeven ve východní obvodové stěně úsek zdiva z drobnějších kvádrů s reliktem branky. Následující archeologický výzkum malostranského opevnění 10.-13. století prokázal, že tento fragment náleží jak použitou stavební technologií, tak průběhem až ke hradební zdi z doby po novém vysazení (založení) Malé Strany v roce 1257.
Parcela paláce přiléhá k linii bývalé městské hradby z vnitřní strany (úseky základů zdi byly později zachyceny i pod nádvořím Valdštejnského paláce). Na severním konci paláce byl ve zdi také odhalen relikt nevelké brány s neprofilovaným ostěním, takže není jasné, zda tudy vedl starší vstup do opevněného města – v takovém případě by mohla trasa nynější Valdštejnské ulice vzniknout až později, kdy tu existovala Písecká brána (protože se tudy chodilo k osadě Na pískách v dolní části dnešního náměstíčka na Klárově). Starší domy byly zřejmě poničeny za husitských válek, novostavba domu Vaňka a Oldřicha z Drásovic se připomíná při prodeji roku 1454 stojící podle zdi městské vedle Písecké brány a pod zámkem, tj. Pražským hradem. Domy byly znovu zasaženy při požáru Malé Strany a Hradčan v roce 1541. V letech 1580–1592 došlo k významnější renesanční výstavbě.
V místech paláce stávaly dva středověké domy: západní měšťanský byl nazýván U tří králů, východní byl šlechtický. Např. v letech 1530–1552 ho vlastnil Jan starší Hodějovský z Hodějova, později Jan Jiří ze Švamberka a Linhart Colona z Felsu, . V letech 1660–1689 patřil Wolfovi Maxmiliánovi Lamingenovi, zvanému Lomikar.

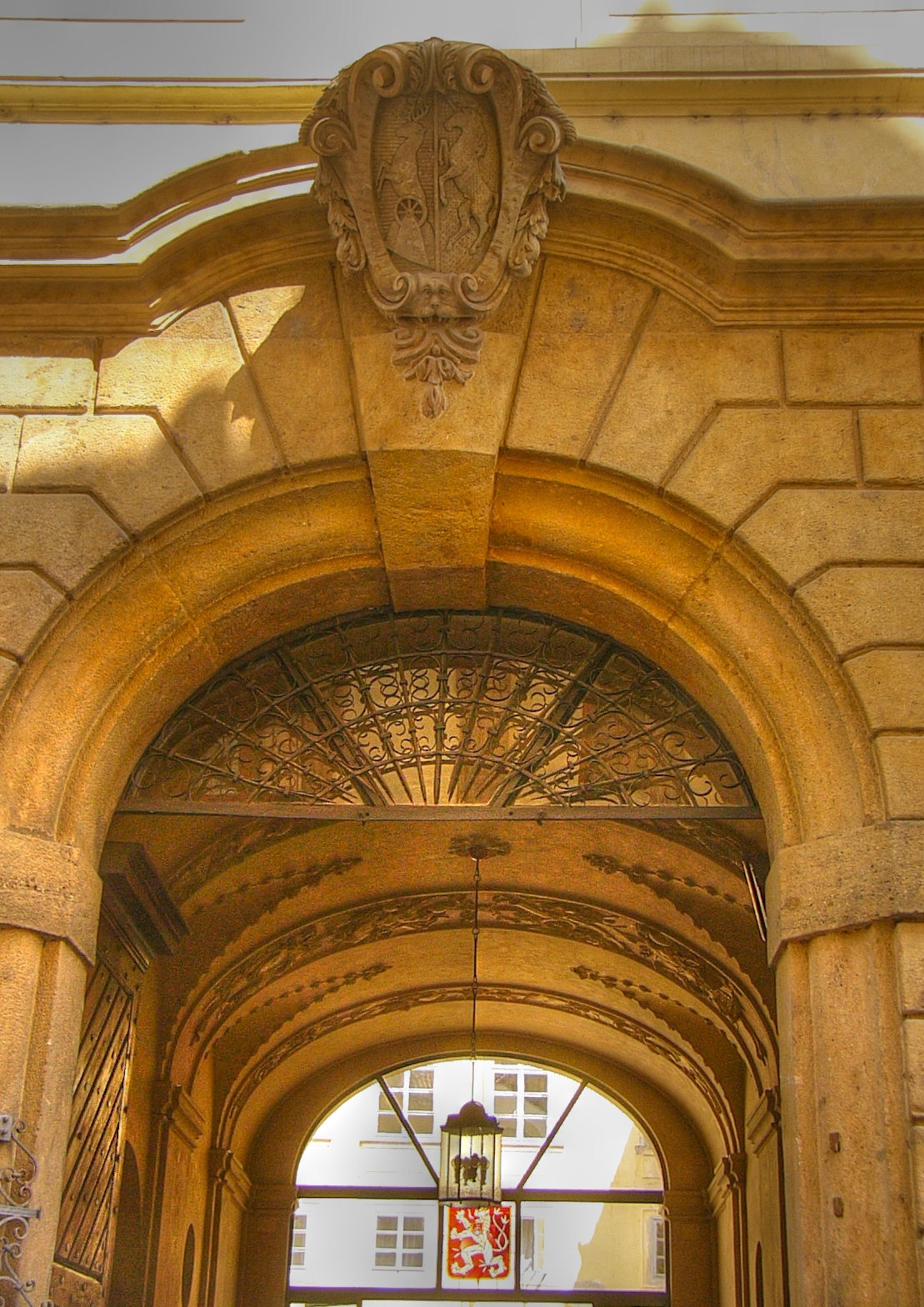
Vstupní portál Pálffyho paláce s rodovým erbem Pálffyů z březnické větve (Eduarda Palffyho)

### Výstavba paláce
Oba původní domy se v roce 1709 ocitly ve vlastnictví hraběte Jana Josefa z Valdštejna, pro něhož pak vznikl jejich přebudováním v letech 1714–1716 podle projektu Františka Maxmiliána Kaňky objekt nynějšího paláce.
Palác se zahradami roku 1731 získali Fürstenberkové; Karel Egon I. z Fürstenbergu, který byl prvním prezidentem Královské české společnosti nauk, tu uspořádal řadu zasedání tehdejších předních českých učenců. Mezi lety 1808–1823 byly na budově provedeny klasicistní úpravy průčelí, atiky s vikýřem a krovu, které jsou připisovány Ignácovi Palliardimu, pokračoval v nich stavitel Jan Klement Zobel a tesařské práce vedl J. Fleischinger. Za Maxmiliána Egona Fürstenberga (1822–1873) byly v letech 1854–1864 pod vedením stavitele Josefa Liebela upraveny sály pseudorokokovými štukaturami a táflováním stěn se vsazenými zrcadly. Upravena byla také boční fasáda paláce.
V roce 1883 palác koupili Pálffyové z Erdödu. Eduard Pálffy z Erdödu se oženil s baronkou Marií z Walterskirchenu.
Eduard Pálffy již roku 1902 prodal palác státu pro místodržitelský archiv (od roku 1918 archiv ministerstva vnitra), který tu sídlil do roku 1946.
Erb na vstupním portálu
Eduard Pálffy (1836-1915) zdědil po svém vzdáleném příbuzném Janu Nepomuku (Hanuši) hraběti Kolowrat-Krakowském-Nowohradském (1794-1872), posledním členovi březnické větve rodu, jeho alodní statky Březnice, Hradiště a Meklín. Další Hanušem Kolowratem držené statky, fideikomisy vymřelých linií Nowohradských a Liebsteinských z Kolowrat, přešly na dědice z rodu Kolowratů. Eduard Pálffy spolu se statky získal také nárok na erb a predikát svobodných pánů z Újezda (původně Jeníšků z Újezda) a to na základě povolení testamentárně odkázat tyto rodinné atributy, které bylo 20. dubna 1725 uděleno baronu Janu Josefovi z Újezda (†1728), poslednímu členovi tohoto rodu. Znak a predikát přešel nejprve na Kolowraty a později, na základě dalšího povolení uděleného 6. dubna 1871 Hanuši Kolowratovi, na Pálffye. Na vstupním portále paláce je tak vytesán erb Eduarda Pálffyho - v pravém poli vyniká za trojvrším kolo, ze kterého vyrůstá jelen (erb Pálffy) a levé pole šikmo dělené s jednorožcem (erb Jeníšků z Újezda). 

### Po roce 1948
Od roku 1950 budovu vlastnilo ministerstvo informací a později i kultury (mj. tu sídlila některá pracoviště památkového ústavu).
V době normalizace zde měl jedno ze sídel Ústav marxismu-leninismu ÚV KSČ a nacházela se zde knihovna asi 200 000 titulů, které nebyly veřejnosti běžně dostupné. Její součástí byla i knihovna T. G. Masaryka.
Po listopadu 1989 převzala palác do užívání Jazzová sekce a další neziskové organizace, které byly za komunismu perzekvovány. Jazzová sekce jej protokolárně získala od ministerstva kultury za dvacetileté úsilí o změnu politického systému v Československu a dodržování Helsinských dohod. V roce 2015 v sousedství objektu instalovala bustu bývalého francouzského prezidenta Françoise Mitterranda, jedinou na světě mimo Francii. Důvodem byl vděk za Mitterrandovo přispění ke změnám v bývalém socialistickém bloku.
V současnosti je objekt využíván Pražskou konzervatoří, v budově se nacházejí učebny, komorní sál školy (kde probíhá většina vystoupení studentů) a Knihovna Pražské konzervatoře. Část budovy ve druhém patře byla využívána jako restaurace, provoz byl však v roce 2018 ukončen.
Od roku 2017 probíhá rekonstrukce, provedena byla oprava krovu a výměna střešní krytiny.

## Architektura
Čtyři hlavní křídla paláce obklopují lichoběžníkový dvůr. Na západě k objektu přiléhá další obdélný dvůr se dvěma hospodářskými křídly a domem čp. 159, které jsou s palácem provozně propojeny.
Výrazné půdorysné zalomení hlavního průčelí ve Valdštejnské ulici souvisí se vznikem paláce spojením dvou domů na počátku 18. století. Průčelí je výškově členěno vložením řady nízkých oken prvního patra (toto řešení badatelé nacházejí i na jiných stavbách projektovaných Kaňkou) a dominuje mu vstupní bosovaný portál, vedoucí do průjezdu s barokními štuky. Nepravidelné boční průčelí vzniklo improvizovanými úpravami po odbourání sousedního domu v polovině 19. století.
Z průjezdu se vpravo vstupuje do chodby. Čtyři úseky kamenného schodiště na pilířích a s kuželkovou balustrádou vedou do pater. Na sebe navazující dva reprezentační zrcadlové sály ve druhém patře mají rokokovou štukovou výzdobou s ornamenty a andílčími hlavičkami ve zlatobílém provedení. V nádvoří paláce je klasicistní kašna.
Rekonstrukce paláce začala roku 2018 a v interiérech má být dokončena v září roku 2021.

## Galerie

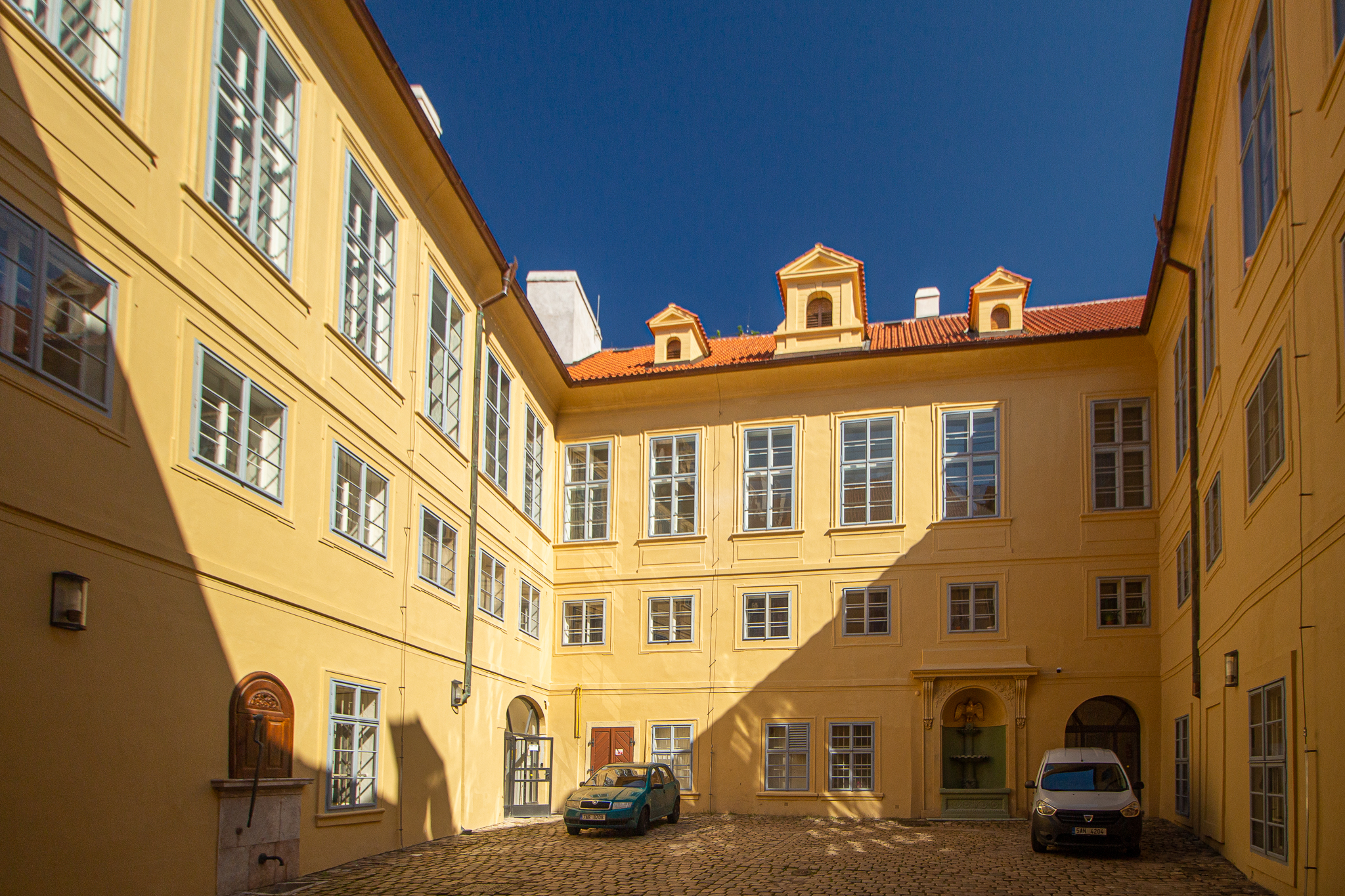
Vnitřní dvůr paláce
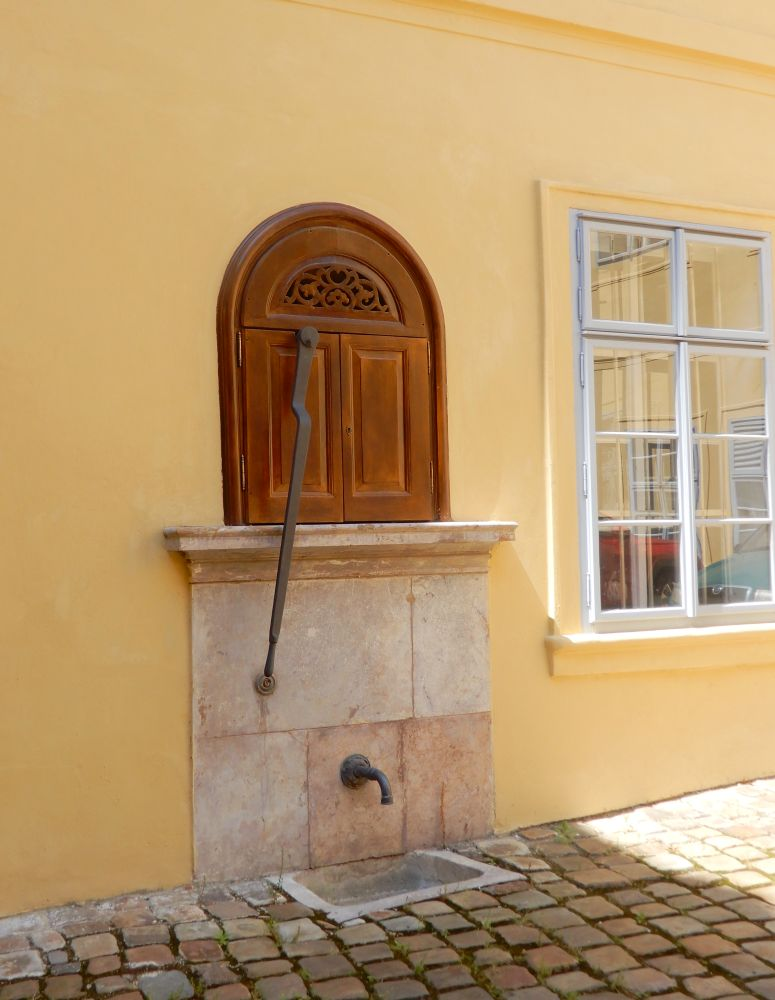
Pumpa studny
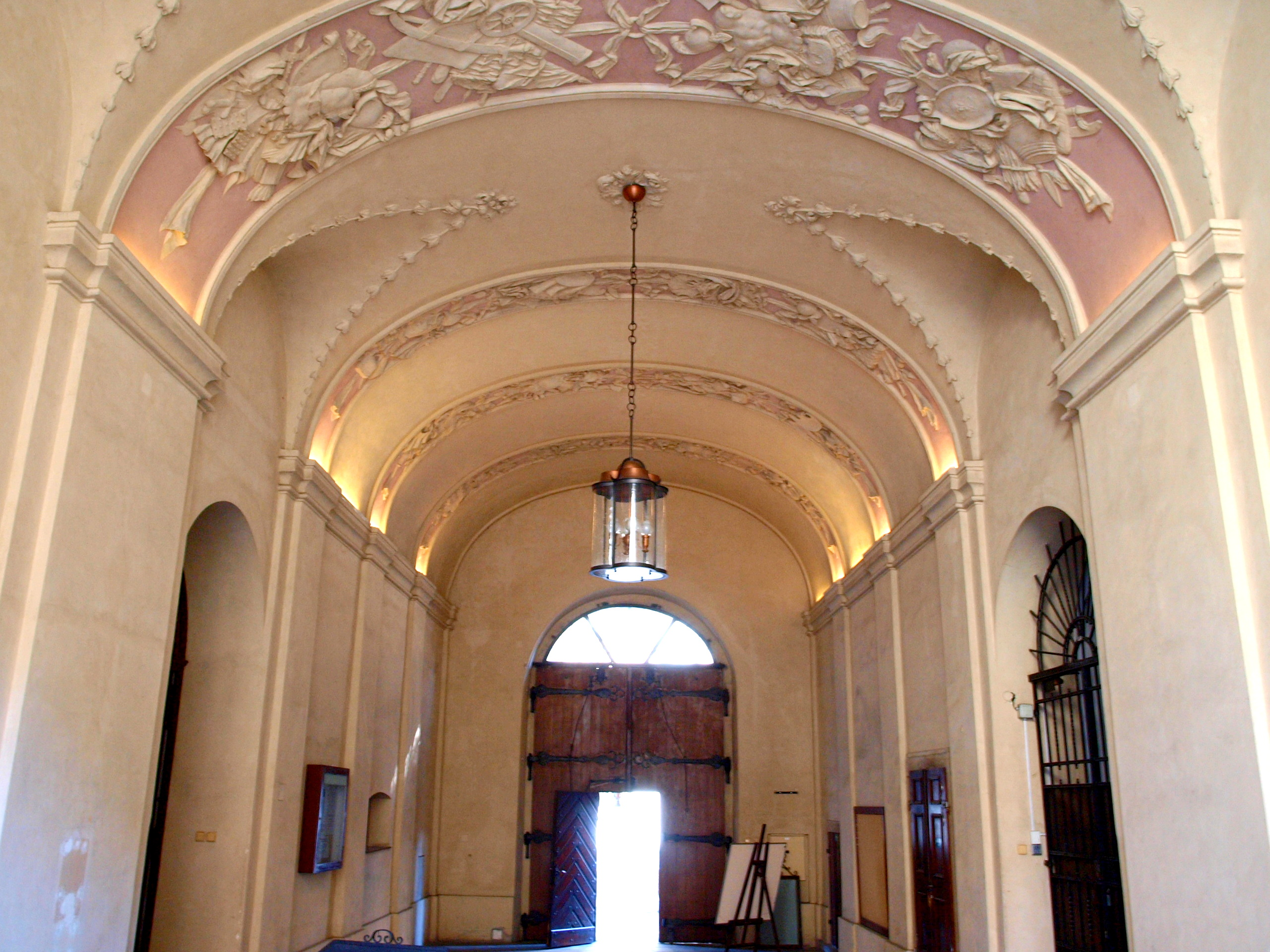
Průjezd paláce
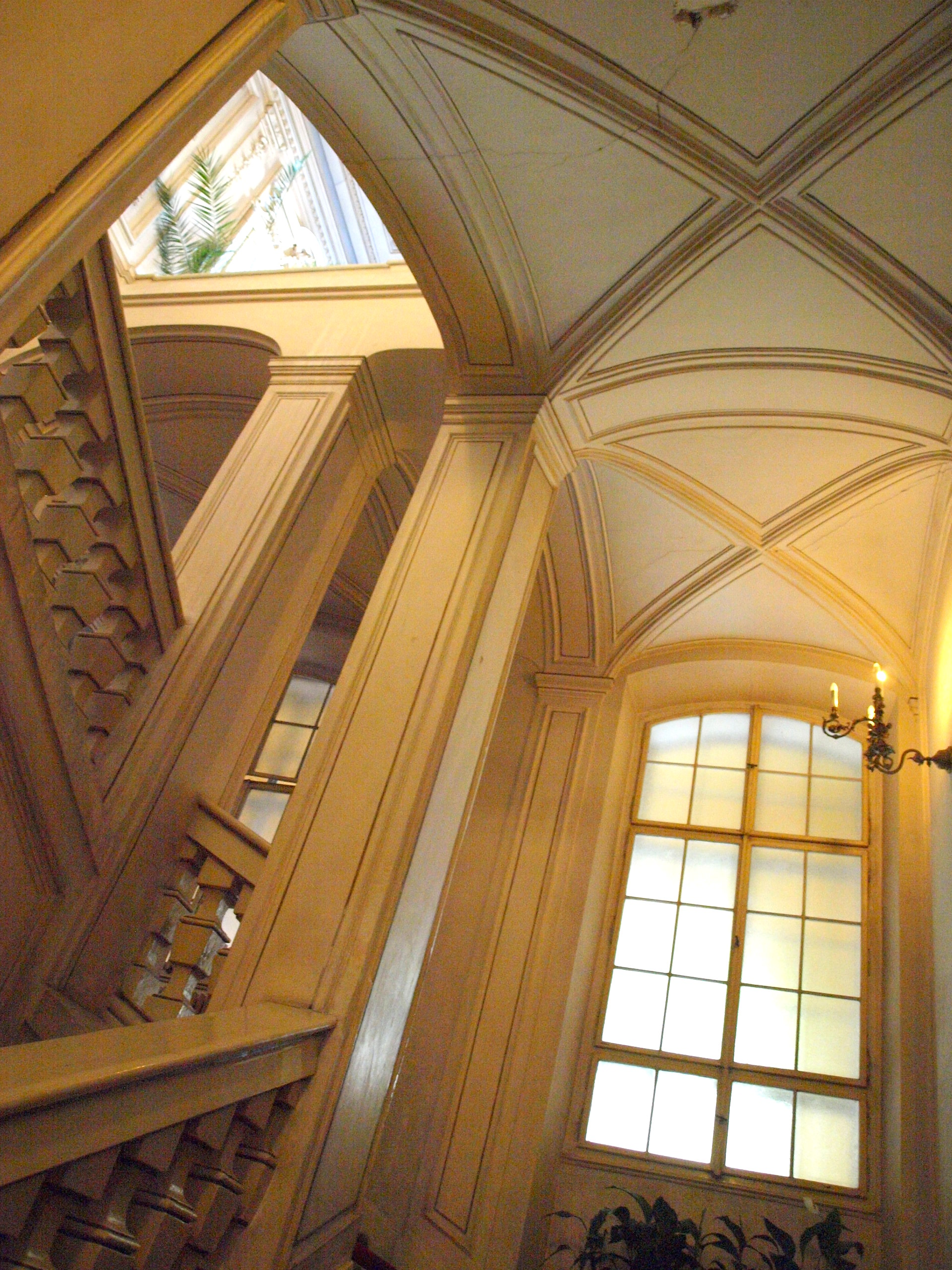
Dolní část schodiště
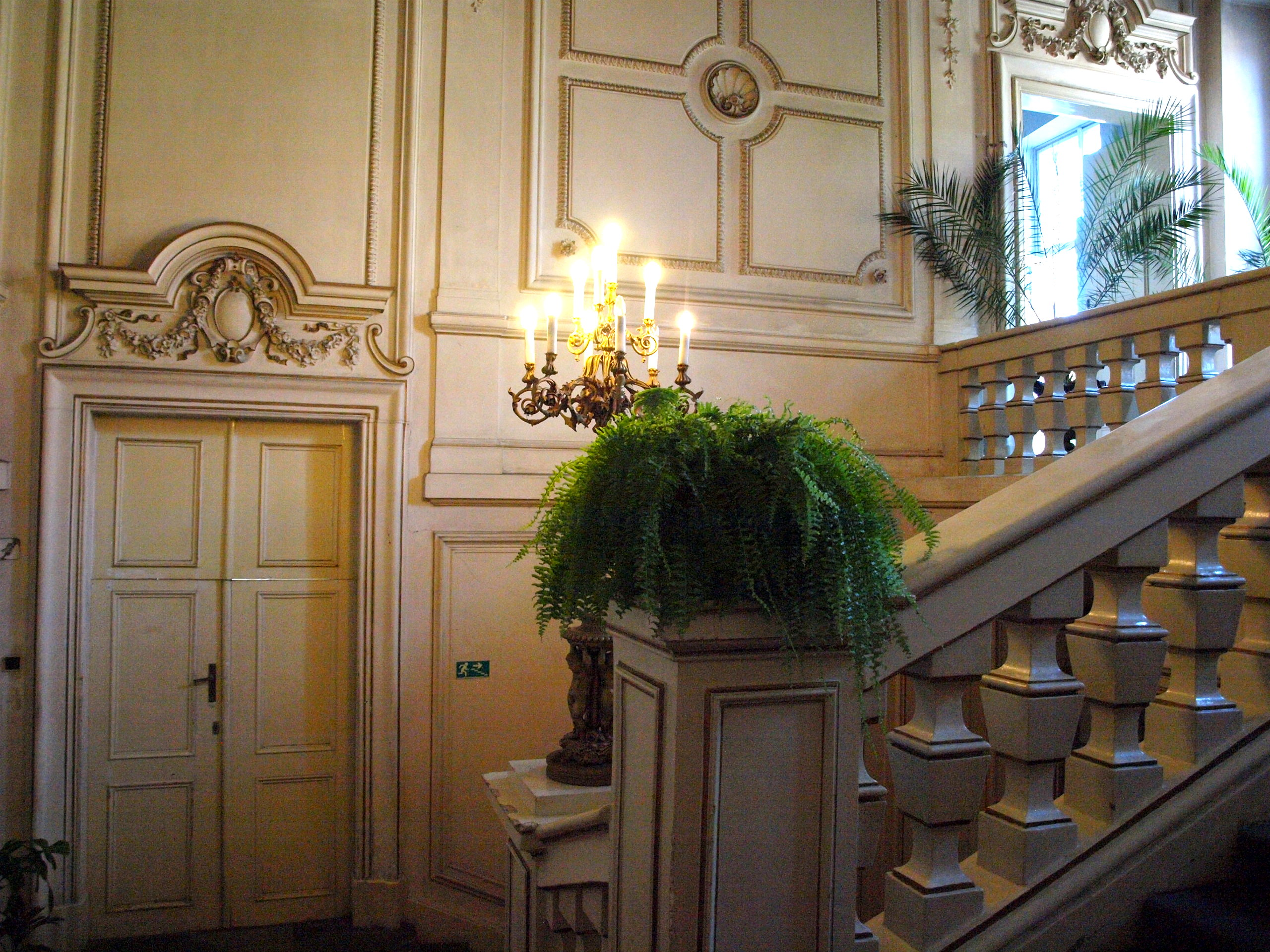
Podesta schodiště
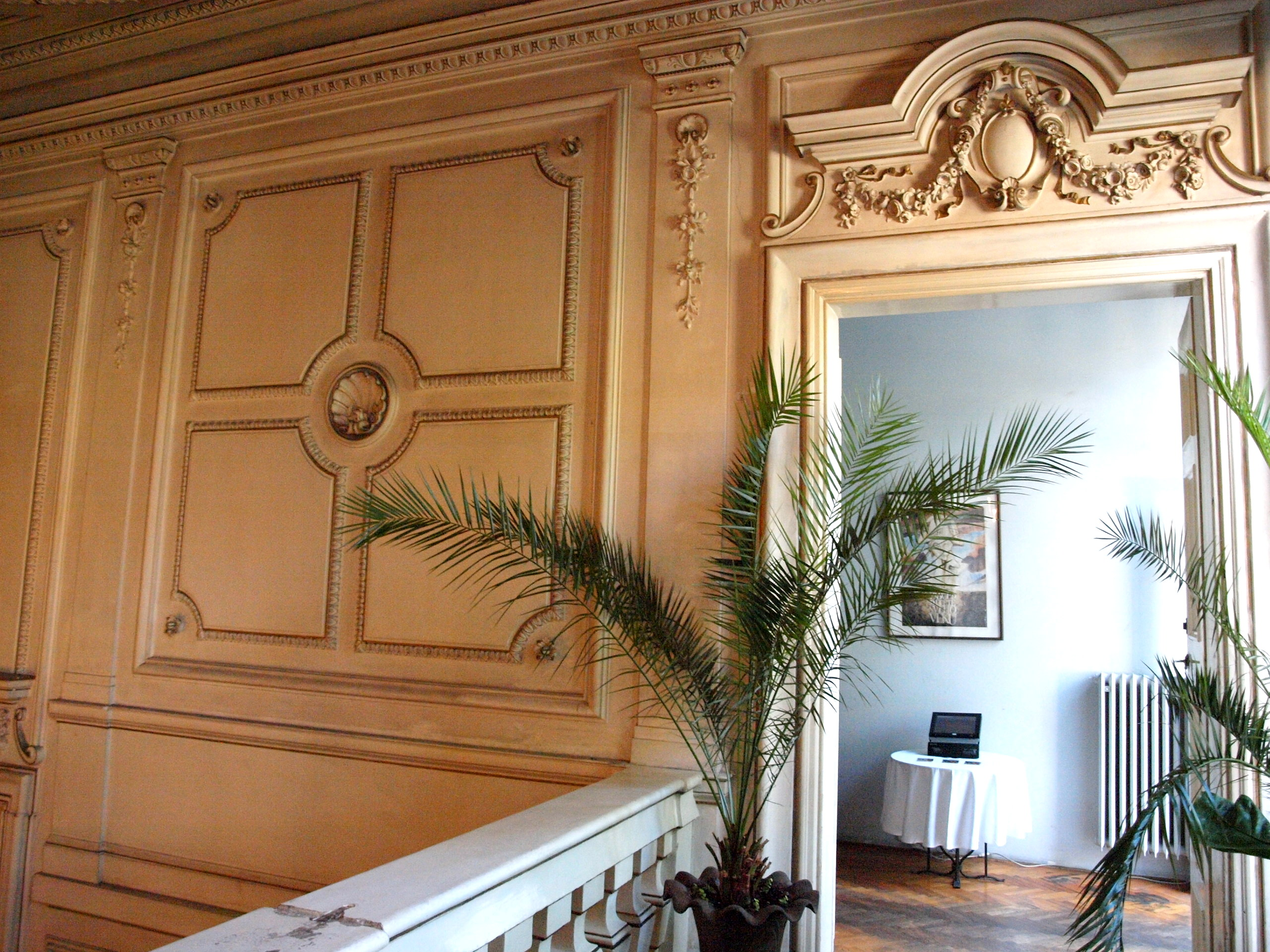
Horní část schodiště
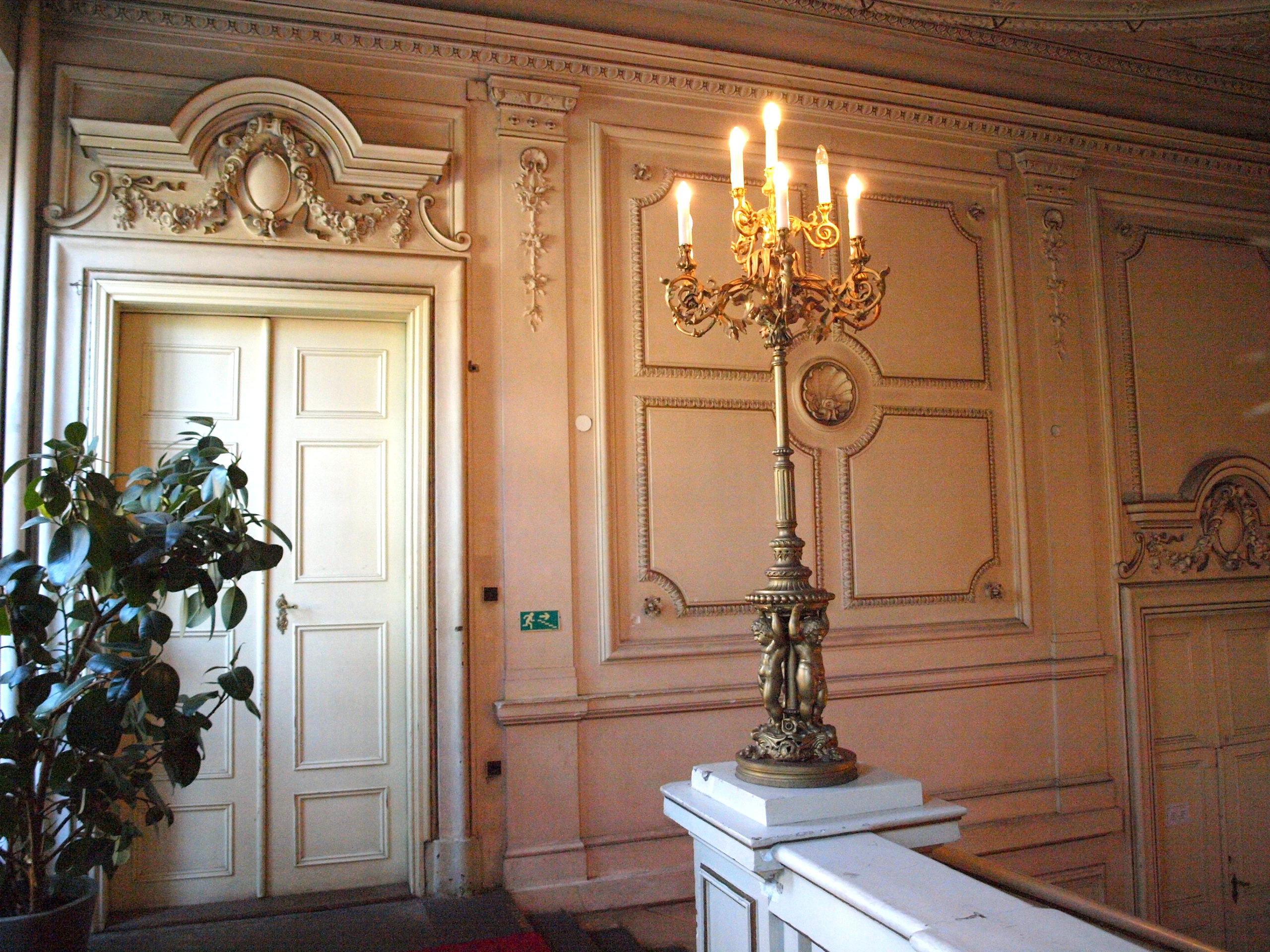
Horní patro
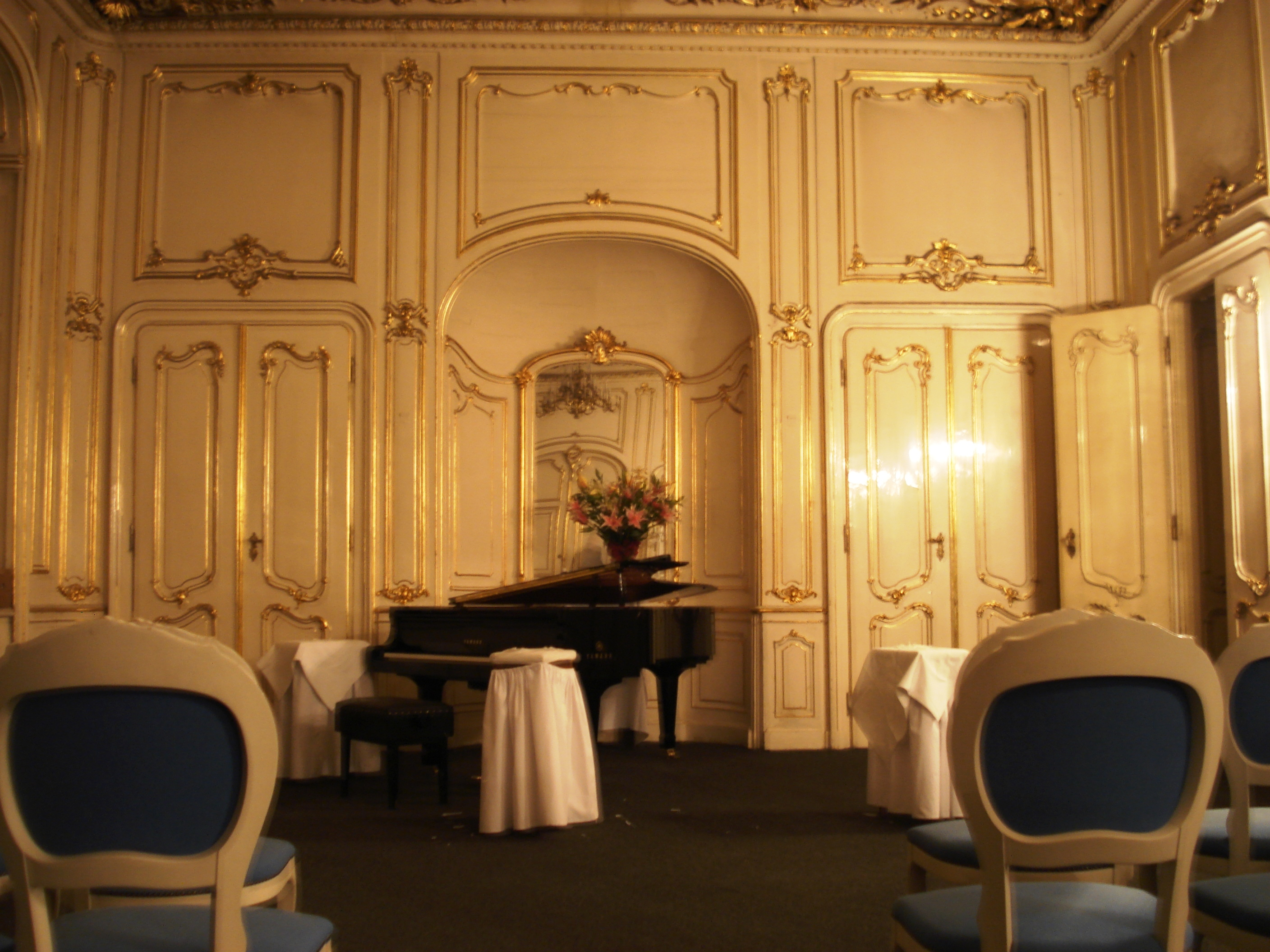
Koncertní sál před rekonstrukcí
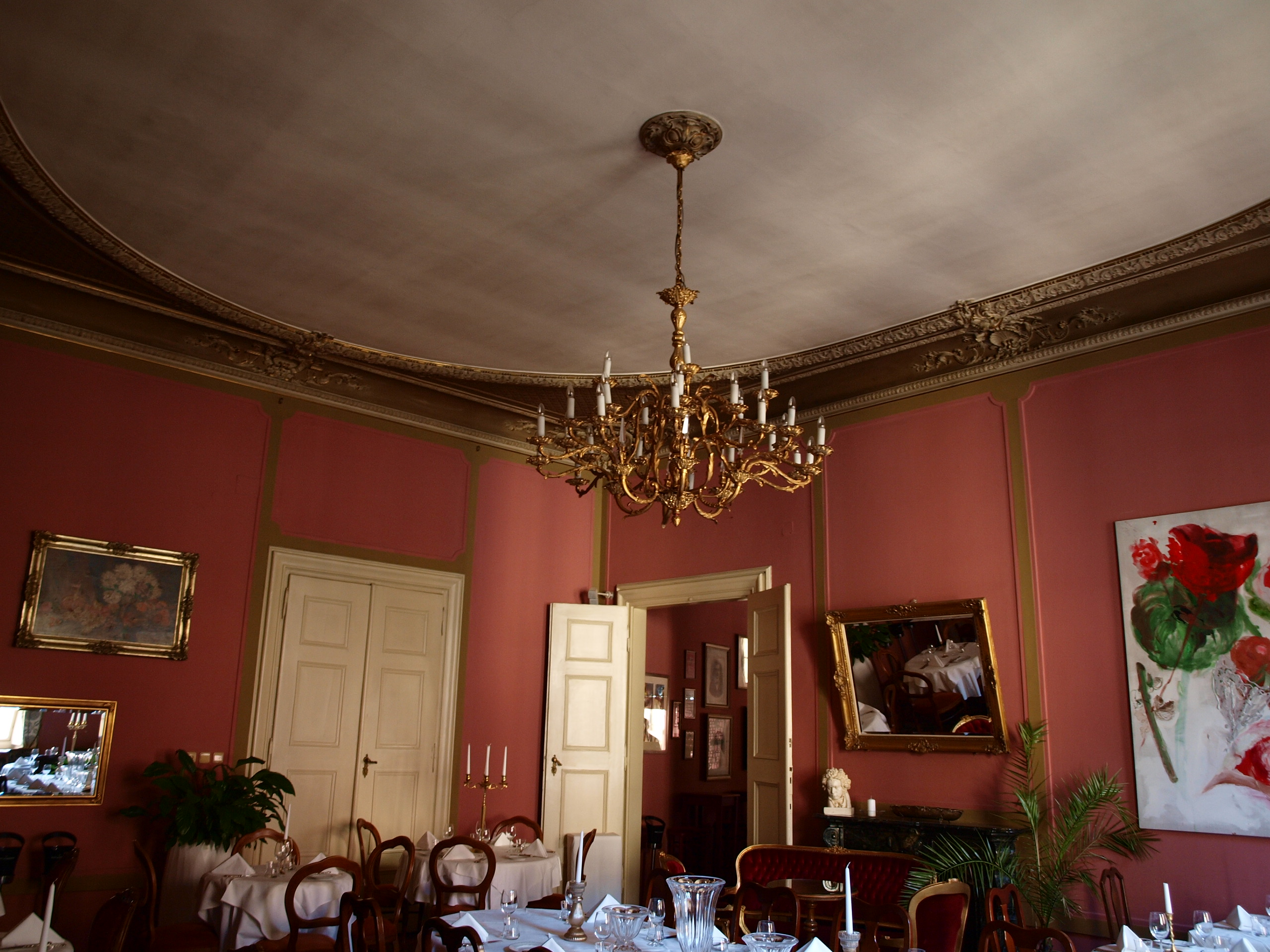
Interiér paláce
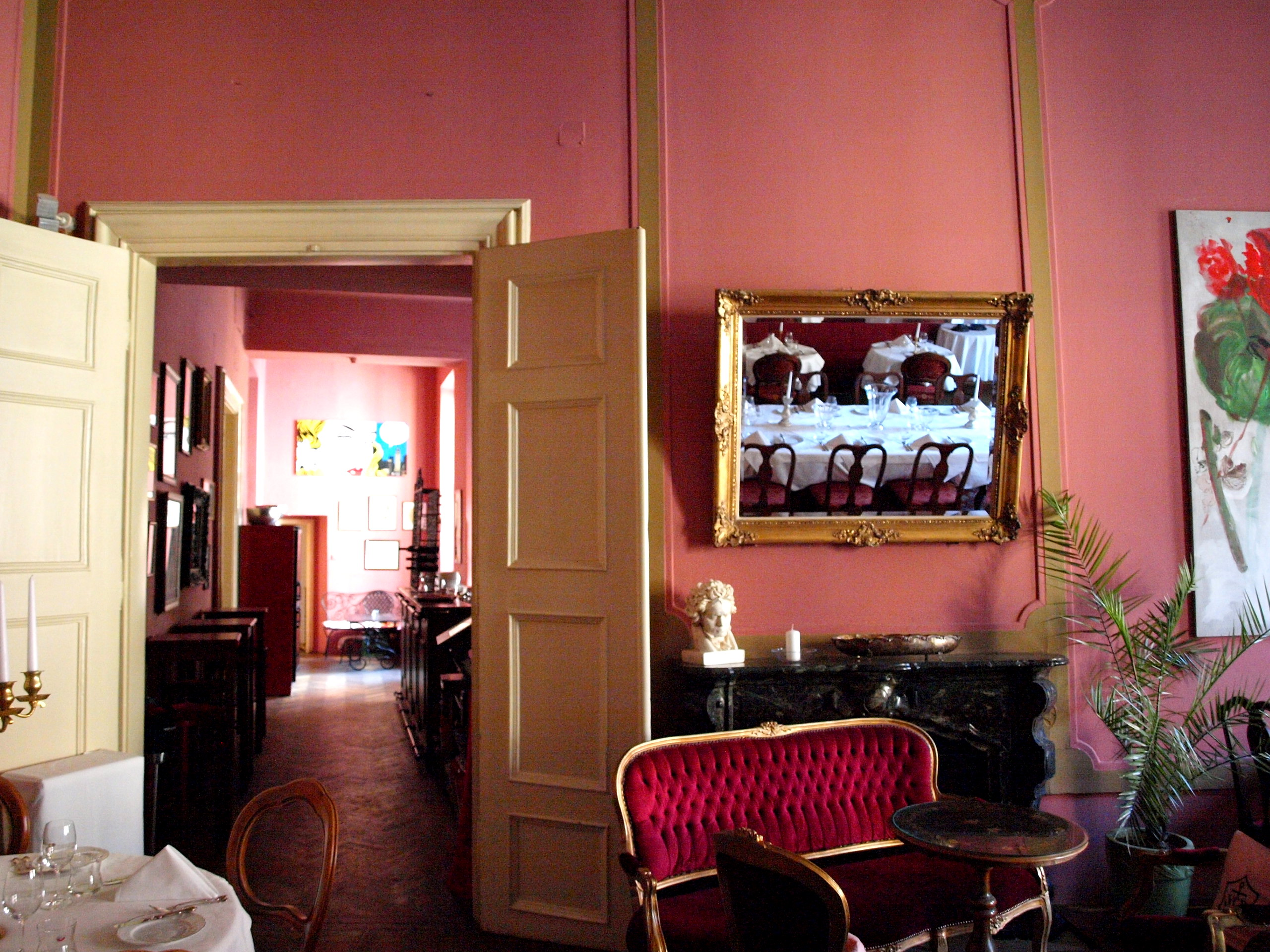
Interiér paláce
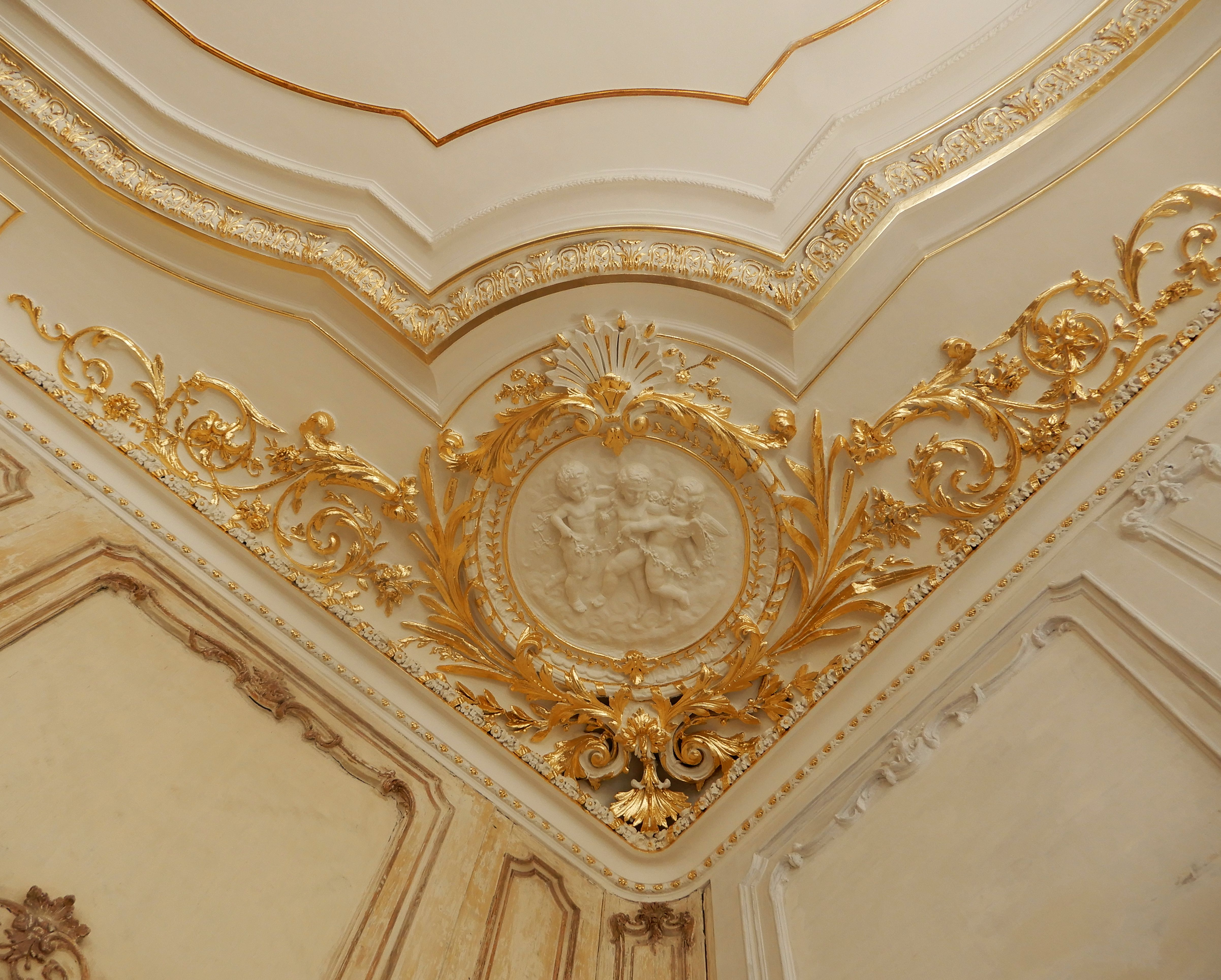
Štukový strop po obnově